# Данковка (Липецкая область)
 Данко́вка — деревня Березнеговатского сельсовета Добринского района Липецкой области.

## История
Основана выходцами из Данковского уезда, почему и получила такое название. В 1782 году имела 2 двора.
Жители - однодворцы.
В 1859 г. насчитывалось 29 дворов с 144 жителями.

## Население

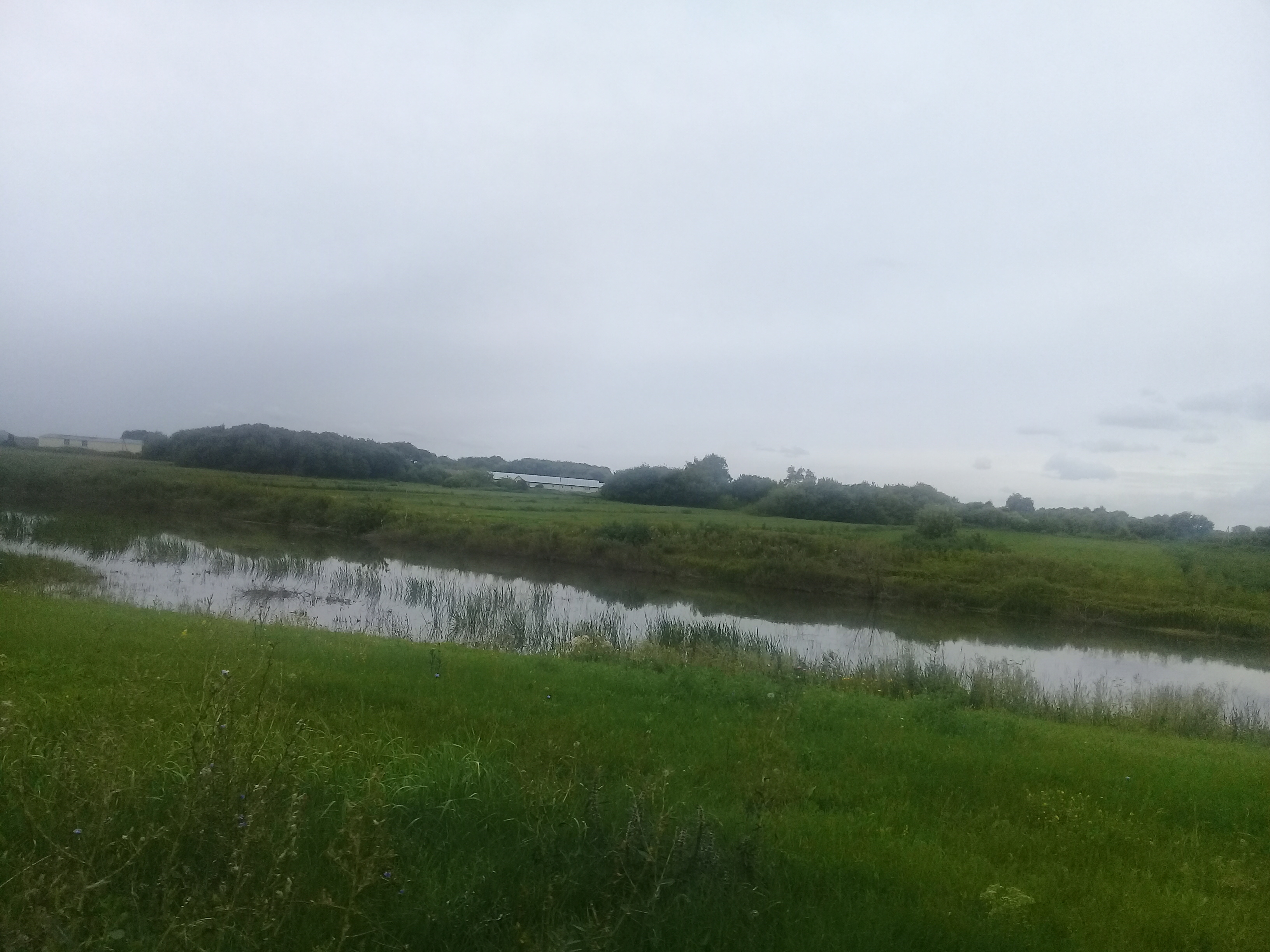
Окрестности д. Данковка

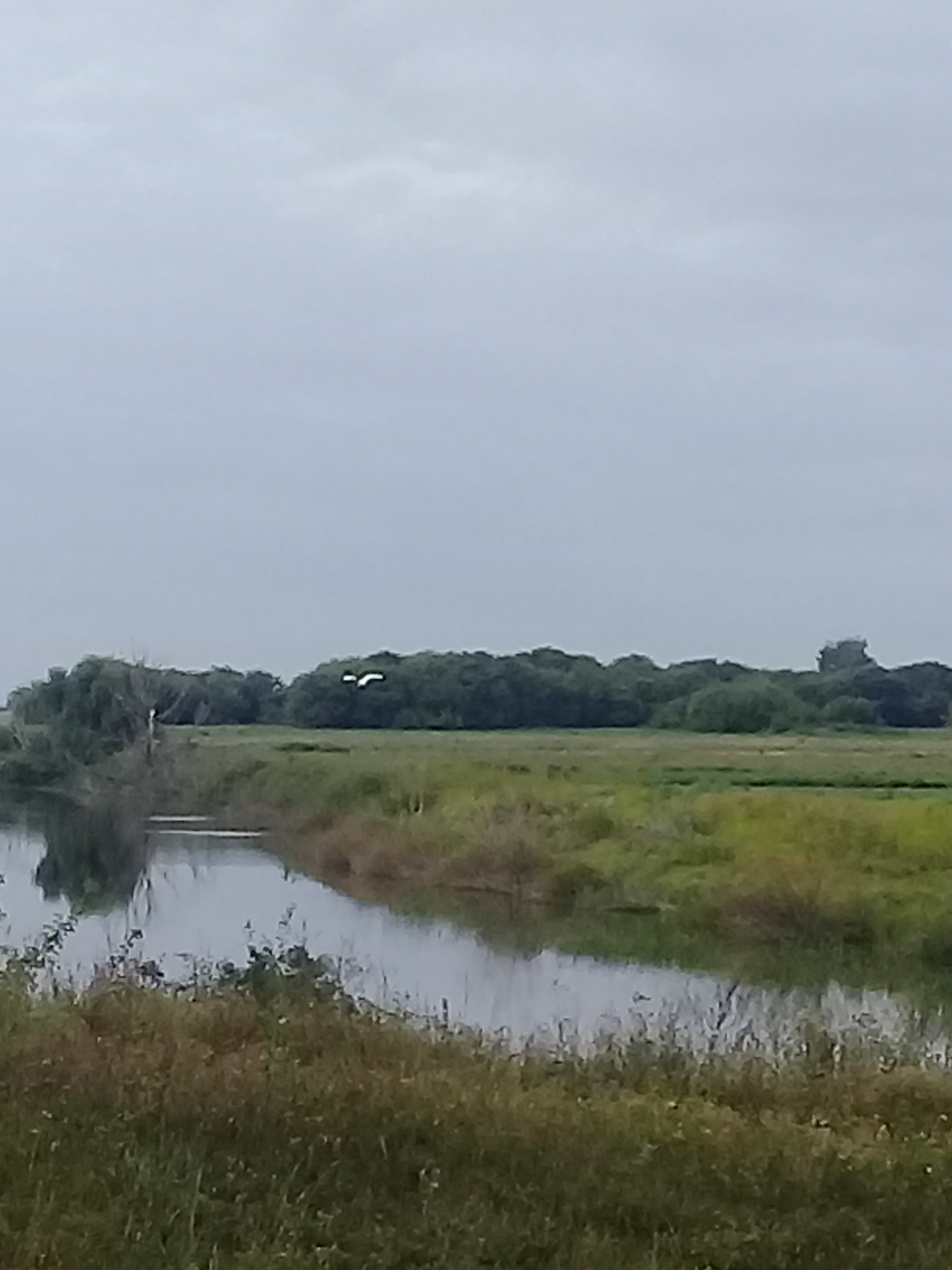
Вид на деревню Данковку через пруд

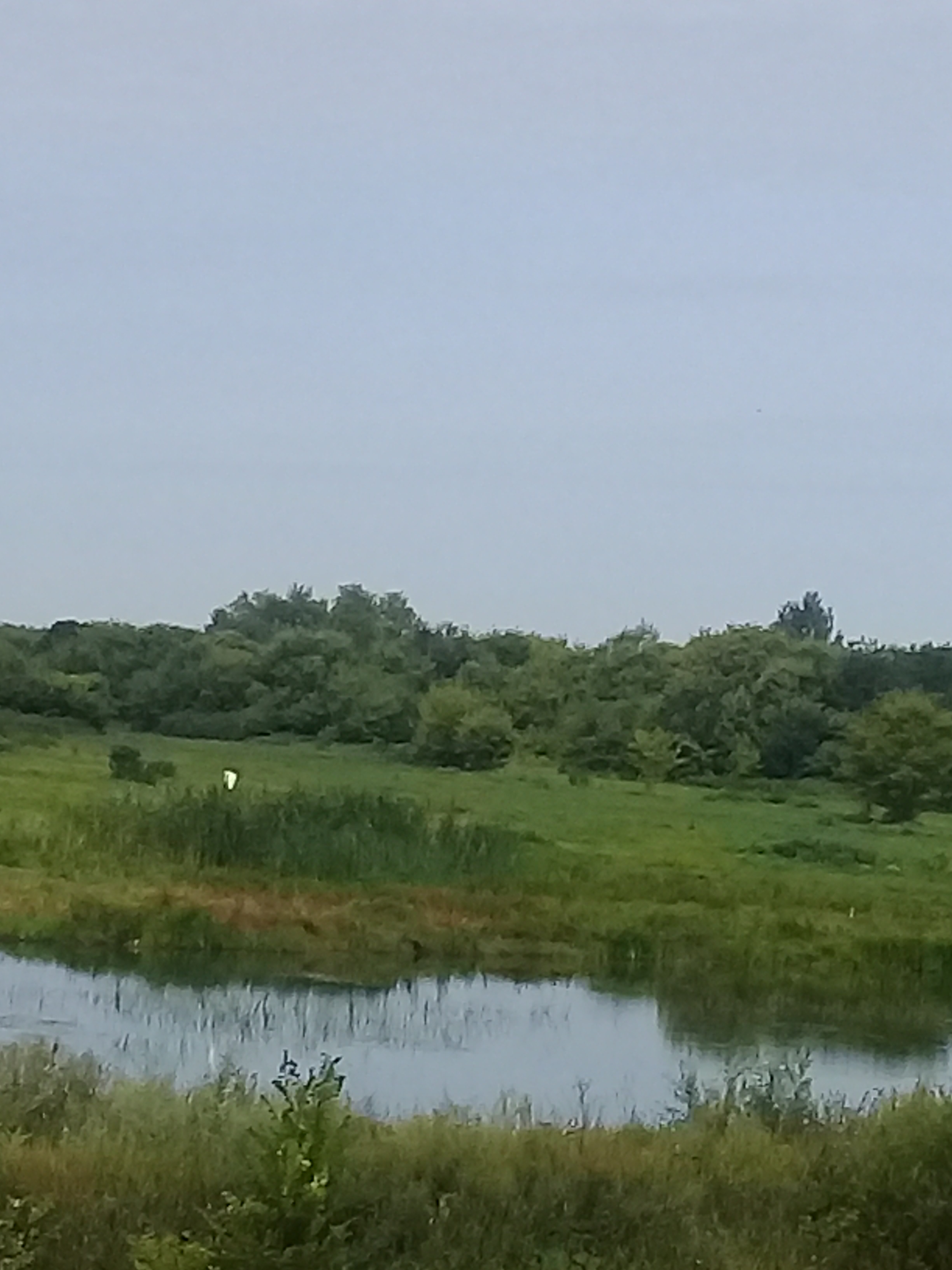
Вид на деревню Данковку через пруд

| 2010 |
| ---- |
| 0    |

## Объекты культурного наследия
- Курганная группа (5 насыпей)[6]